# Cot Batee Dua
Cot Batee Dua är ett berg i Indonesien.   Det ligger i provinsen Aceh, i den västra delen av landet, 1 800 km nordväst om huvudstaden Jakarta. Toppen på Cot Batee Dua är 369 meter över havet.
Terrängen runt Cot Batee Dua är huvudsakligen lite kuperad.Runt Cot Batee Dua är det ganska glesbefolkat, med 25 invånare per kvadratkilometer. Omgivningarna runt Cot Batee Dua är en mosaik av jordbruksmark och naturlig växtlighet.